# Schörren
Die Ortslage Schörren im Wohnquartier Brill im Wuppertaler Stadtbezirk Elberfeld-West geht auf eine alte Ortsbezeichnung zurück.

## Lage
Der Ort befindet sich auf der nördlichen Seite des Nützenberges. Benachbarte Ortslagen sind In der Beek, Falkenberg, Hackland, Am Schaffstal, Auf dem Nützenberg, Varresbeck, Eskesberg und Dorp.

## Etymologie
Die Herkunft des Namens Schörren ist nicht eindeutig geklärt, er könnte auf das althochdeutsche Wort ‚scorro‘ (= jäher Berg) oder auf ‚scorra‘ (= Acker, Erdscholle) zurückzuführen sein.

## Geschichte
Die Ortsbezeichnung wurde erstmals 1644 erwähnt. In dem Kartenwerk Topographia Ducatus Montani des Erich Philipp Ploennies aus dem Jahre 1715 ist der Ort mit dem Namen a. d. Schör eingezeichnet. 1815/16 besaß der Ort 18 Einwohner. Auf der Topographischen Aufnahme der Rheinlande von 1824 ist der Ort als Schorren verzeichnet.
1832 gehörte der Schörren zur Dorper Rotte des ländlichen Außenbezirks des Kirchspiels und der Stadt Elberfeld. Der laut der Statistik und Topographie des Regierungsbezirks Düsseldorf als Kotten kategorisierte Ort wurde als auf der Schörre bezeichnet und besaß zu dieser Zeit ein Wohnhaus und zwei landwirtschaftliche Gebäude. Zu dieser Zeit lebten 20 Einwohner im Ort, davon sieben katholischen und 13 evangelischen Glaubens.
In den Adressbüchern von 1850 und 1858 ist Schörren als auf den Schörren, ab 1875 in den Schörren, eingetragen. Auf der topographischen Karte 1:25.000 (Messtischblatt 4708) ist Schörren zuletzt noch 1988 verzeichnet, auf der Karte von 1993 ist der Name nicht mehr explizit auf der Karte vermerkt.
Historische Bausubstanz ist nicht mehr vorhanden, nach der topographischen Karte wurde die Hofschaft zwischen 1974 und 1983 abgetragen und nach 1993 neu überbaut.

## Die heutige Straße
Nach dieser Ortslage ist die Straße In den Schörren benannt. Die kleine Verbindungsstraße verläuft von der Straße Am Buschhäuschen bis zum Dr.-Tigges-Weg, ihr Benennungsdatum ist nicht bekannt.